# Endō Shōta
Endō Shōta (遠藤 聖大 en japonés, nacido el 19 de marzo de 1990) Es un luchador profesional de sumo originario de Anamizu, Ishikawa, Japón. Luego de una exitosa carrera en las divisiones inferiores de sumo, logró convertirse en profesional ascendiendo a la división Makuuchi en septiembre de 2013. Su rango más alto ha sido el de komusubi. Ha ganado tres premios especiales: uno por su espíritu de lucha y dos por su técnica en combate, y también ha obtenido cuatro Kinboshi (estrella dorada) por derrotar a oponentes Yokozuna.
En septiembre de 2016 (Aki-basho) fue un sólido contendiente a llevarse el título con un récord de 13-2, pero fue superado por el Ozeki Gōeidō quien se llevó la victoria consiguiendo un zenshō-yūshō (15-0). Endō  Pertenece a la Oitekaze-beya.

## Inicios y antecedentes
Al principio no se veía muy atraído por este deporte, pero con el pasar del tiempo pudo continuar gracias a la inspiración que le generó el espíritu de lucha y la técnica que tenía el entonces yokozuna Asashōryū. En su segundo año de secundaria, participó en una competencia de sumo que se llevó a cabo en el área de Kanazawa, allí logró hacerse con los campeonatos en equipo e individual. En la preparatoria, asistió también a numerosas competencias, de las cuales consiguió ganar el campeonato en dos oportunidades. Después de graduarse, ingresó a la Nihon Daigaku (Universidad de Japón) para estudiar economía. Desde cuarto año se desempeñó como el capitán del equipo de sumo y en esa misma época ganó dos importantes campeonatos nacionales los cuales le confirieron el título de  >>Amateur Sumo yokozuna<< y >>National Athletic Championship yokozuna<<. A pesar de su gran éxito en el sumo hasta aquel momento, fue difícil para Endō dar el paso hacia el sumo profesional ya que tenía como meta el ser profesor.

## Carrera

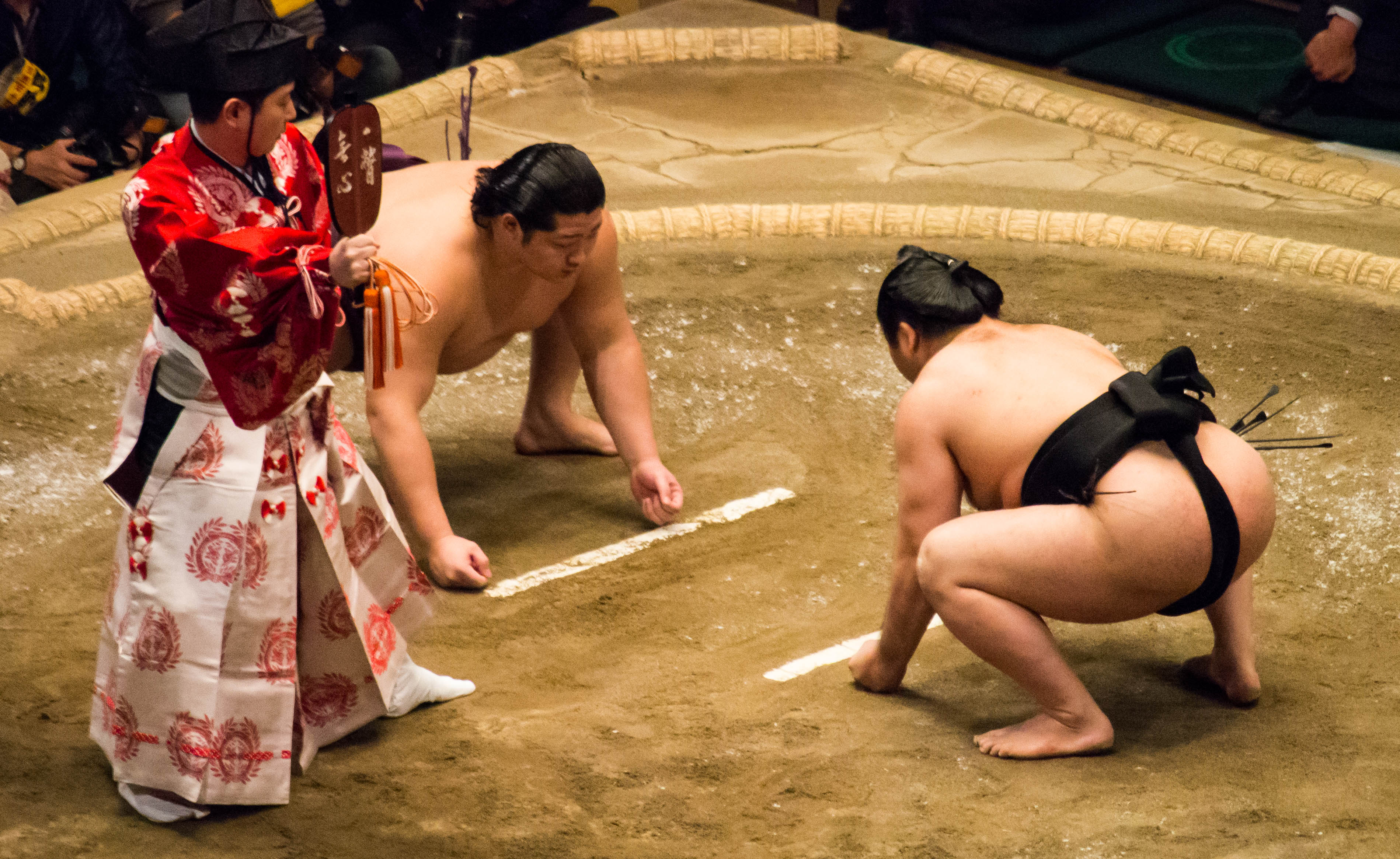
Endō (izquierda) vs Satoyama enero de 2014

Después de considerarlo durante un tiempo, finalmente decidió continuar hacia el sumo profesional e ingresó a Oitekaze, la misma heya en donde se encontraba el ya retirado maegashira Daishōyama, quien era el fundador y líder de dicha heya. Además, ambos provenían de la misma ciudad. Tras ingresar al sumo profesional y gracias a su éxito en las divisiones inferiores, se le permitió debutar como un makushita tsukedashi (luchador amateur que asciende a la tercera división, A partir de ahí ya es considerado profesional) en lugar de empezar desde los rangos más bajos. Su debut como makushita 10, recién llegado al sumo profesional, fue el segundo en ser permitido, el primero en lograrlo fue su predecesor y también miembro de la Nihon Daigaku, Ichihara. Hizo su debut profesional en el torneo de marzo de 2013, allí eligió mantener su apellido Endō como su shikona. Su inicio no fue tan exitoso como se esperaba, logró mantenerse estable por dos torneos consecutivos con resultados de 5-2 en cada uno, pero esto estaba lejos de lo ideal, ya que había más expectativas puestas sobre el. Sin embargo, estas victorias fueron suficientes para ascender a la división Jūryō, donde empezaría ya a ganar un salario. Lo hizo sin su chonmage ya que su cabello no era lo suficientemente largo como para llevar este tipo de peinado característico de los luchadores que pertenecen a las divisiones superiores de sumo. Al debutar como jūryō 13, estuvo a la altura y finalmente pudo dar las actuaciones y resultados que se esperaban de él. Venció a muchos rikishi que tenían experiencia en la división makuuchi  y a otros que destacaban de igual forma, incluyendo el rikishi egipcio Ōsunaarashi. Su única derrota fue en la lucha que tuvo contra Tokushinhō. Su récord de 14-1 en el torneo le permitió ganar el título desde el día 13 del mismo. Su éxito previo en las divisiones inferiores, su técnica y su aparentemente cómoda victoria en este torneo, hizo que el público empezara a especular que Endō podía ser la próxima gran esperanza para el sumo japonés, ya que las divisiones superiores, en especial makuuchi, eran dominadas por luchadores extranjeros.

### Makuuchi
Su éxito continuó con su debut en makuuchi  en septiembre de 2013, donde consiguió su kachi-koshi (más victorias que derrotas) a pesar de que sufrió una lesión en el tobillo y tuvo que abandonar la competencia en el día 14. Después de superar su lesión, regresó al torneo de noviembre con un aceptable récord de 6-9 estando en maegashira 7. Tuvo su mejor torneo hasta la fecha en makuuchi  en enero de 2014, ganando 11 combates y de paso el premio por su espíritu de lucha. En el día 12 tuvo que enfrentarse al ōzeki Kotoshōgiku. A pesar de que tuvo un buen desempeño, Kotoshōgiku  saldría victorioso del encuentro. Fue promovido a los rangos superiores de maegashira  para el torneo de marzo de 2014. En dicho torneo enfrentó a tres ōzeki y dos yokozuna en sus primeros cinco combates, perdió los primeros cuatro pero en el día 5 venció al por aquel entonces ōzeki Kisenosato, consiguiendo así su primera victoria sobre un rival de peso. Algo que llamó la atención de los aficionados es que, al ganar este combate, todavía seguía sin su Chonmage. Endō terminaría el torneo con un récord de 6-9. En el siguiente torneo, mayo de 2014, con un récord de 7-8 consiguió su primera kinboshi al vencer al yokozuna Kakuryū.
En marzo de 2015, Endō sufrió una grave lesión en la rodilla izquierda después de un combate contra Shōhōzan, rompiendose los ligamentos cruzados y dañandose el menisco lateral. Optó por no someterse a cirugía y decidió competir en el torneo de mayo sabiendo que sería degradado a jūryō si no asistía. Si bien Endō solo consiguió seis victorias y nueve derrotas, eso sería suficiente para mantenerlo en makuuchi. En el torneo de julio celebrado en Nagoya, logró recuperarse con un récord de 10-5 y en septiembre nuevamente aseguró su kachi-koshi con 8 victorias. En noviembre obtuvo un decepcionante 4-11, a lo que le siguió una torcedura de tobillo en enero de 2016. Para el haru-basho de 2016 (marzo) fue degradado a jūryō pero regresaría nuevamente a makuuchi en el torneo de mayo con un récord de 11-4, aunque al sumar una derrota en el día final le arrebató las posibilidades de conseguir un premio por su espíritu de lucha en ese torneo. En noviembre del mismo año tuvo un inicio bastante destacado, venciendo a tres ōzeki y al yokozuna Hakuhō, pero perdiendo cuatro de sus últimas cinco peleas, consiguiendo así un make-koshi (más derrotas que victorias) de 7-8, lo cual le costó el premio de actuación destacada. 

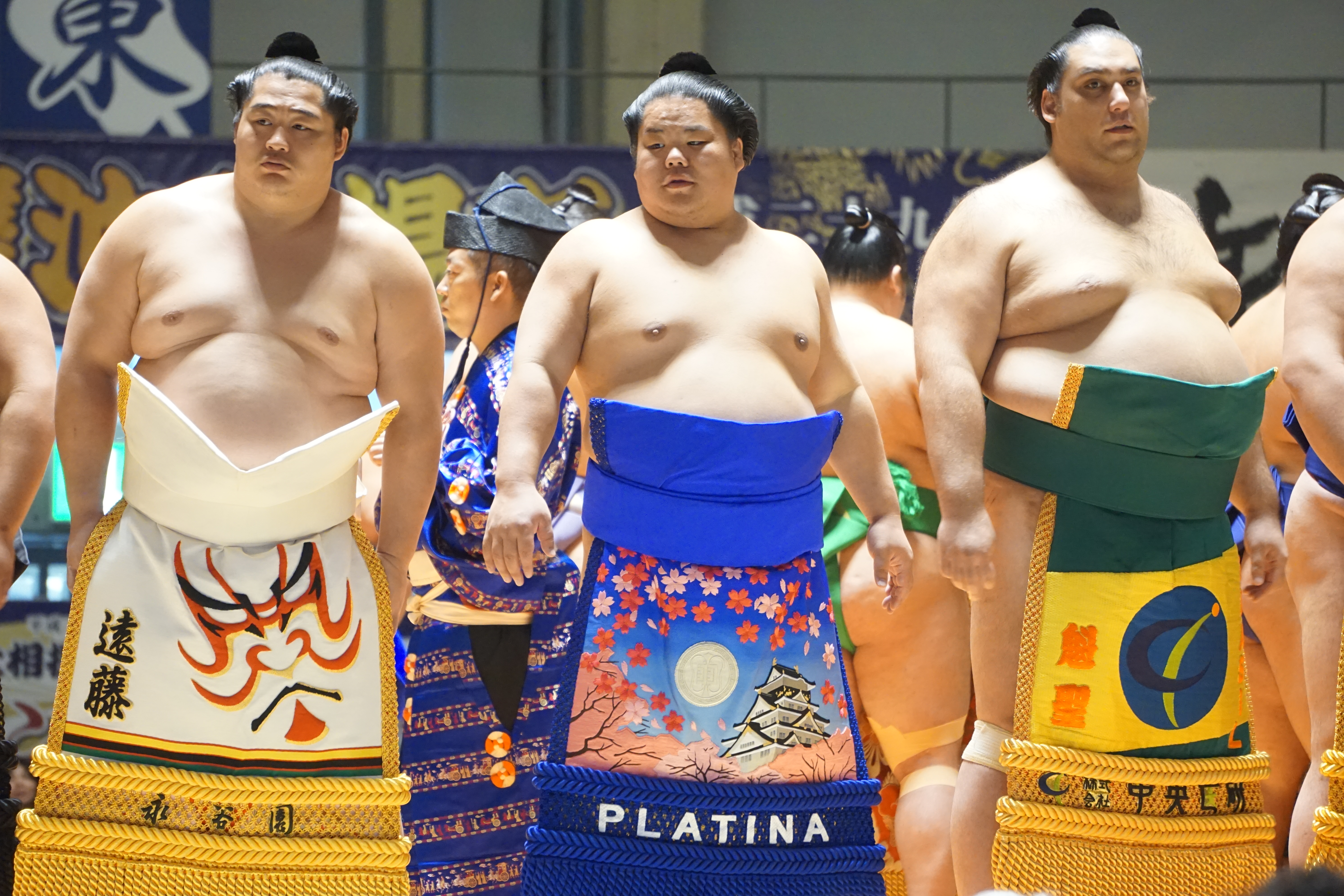
Endō (a la izquierda) en Okinawa en 2017

En mayo de 2017, teniendo el rango de maegashira 1 (su rango más alto hasta aquel momento), logró derrotar al recién ascendido a yokozuna Kisenosato para así conseguir la tercera kinboshi de su carrera. En julio se retiró en el quinto día del torneo debido a una lesión en el tobillo izquierdo y se sometió a cirugía a finales del mismo mes.
Alcanzó su cuarta kinboshi en el hatsu-basho de 2018 (enero) derrotando al yokozuna Kakuryū. En marzo ganaría por segunda ocasión el premio de técnica en combate. Gracias a sus buenas actuaciones en los últimos torneos logró acceder al sanyaku (grupo que comprende los 4 primeros rangos del makuuchi) con el rango de komusubi en mayo de 2018. En su debut se lesionó su brazo derecho mientras peleaba contra el también komusubi Mitakeumi y tuvo que ausentarse del torneo. Aunque regresó en el día 10, fue incapaz de ganar alguno de los 5 combates restantes y terminó con un récord de 3–10–2.

## Estilo de lucha
Endō tiene un estilo de yotsu-sumo, prefiere técnicas de agarre en vez de técnicas de empuje. su kimarite (técnica usada para ganar el combate) más recurrente es la de yori-kiri. tiene una ofensiva flexible y es bueno agarrando a sus oponentes desprevenidamente.

## Historial
| Año (Honbasho) | Hatsu Basho (enero) (ciudad de Tokio) | Haru Basho (marzo) (ciudad de Osaka) | Natsu Basho (mayo) (ciudad de Tokio) | Nagoya Basho (julio) (ciudad de Nagoya) | Aki Basho (septiembre) (ciudad de Tokio) | Kyushu Basho (noviembre) (ciudad de Fukuoka) | Victorias / Derrotas / Ausencias |
| 2013           |                                       | Makushita tsukedashi #10 5 - 2       | Makushita Este #3 5 - 2              | Jūryō Oeste #3 14 - 1 Campeón           | Maegashira Este #13 9 - 5 - 1            | Maegashira OEste #7 6 - 9                    |                                  |
| 2014           | Maegashira Oeste #10 11 - 4           | Maegashira Este #4 6 - 9             | Maegashira Este #4 7 - 8             | Maegashira Oeste #4 8 - 7               | Maegashira Oeste #1 3 - 12               | Maegashira OEste #8 10 - 5                   |                                  |
| 2015           | Maegashira Este #3 6 - 9              | Maegashira OEste #5 4 - 1 - 10       | Maegashira OEste #9 6 - 9            | Maegashira Este #12 10 - 5              | Maegashira Este #7 8 - 7                 | Maegashira OEste #4 4 - 11                   |                                  |
| 2016           | Maegashira Este #11 1 - 6 - 8         | Jūryō este #6 11 - 4                 | Maegashira OEste #15 11 - 4          | Maegashira OEste #6 3 - 12              | Maegashira este #14 13 - 2               | Maegashira Este #3 7 - 8                     |                                  |
| 2017           | Maegashira OEste #4 7 - 8             | Maegashira Este 5 8 - 7              | Maegashira Oeste #1 6 - 9            | Maegashira OEste #3 2 - 3 - 10          | Maegashira Este #14 10 - 5               | Maegashira Este #9 9 - 6                     |                                  |
| 2018           | Maegashira Oeste #5 9 - 6             | Maegashira Este #1 9 - 6             | Komusubi Oeste #1 3 - 10 - 2         | Maegashira Este #6 8 - 7                | Maegashira Oeste # 3 - 12                | Maegashira Oeste #12 9 - 6                   |                                  |
| 2019           | Maegashira Oeste #9 10 - 5            | Maegashira Oeste #1 7 - 8            | Maegashira Este #2 7 - 8             | Maegashira Oeste #2 10 - 5              | Komusubi Oeste #1 8 - 7                  | Komusubi Oeste 7 - 8                         |                                  |